# Бойницки замък
Бойницкият замък (на словашки: Bojnický zámok) е замък край град Бойнице, северозападна Словакия.
Разположен е на възвишение в югозападния край на града. Първите сведения за замъка са от 1113 година, а през следващите столетия сменя множество собственици, сред които няколко крале на Унгария. От XVII век е собственост на рода Палф. Съвременната сграда е построена през 1889-1910 година от граф Янош Ференц Палф по негов собствен проект, имитиращ френските замъци в долината на Лоара. След Втората световна война е национализиран и днес в него се помещава музей на историята на архитектурата.